# Warner Communications
Warner Communications Inc., abbreviata WCI, fu fondata il 10 febbraio 1972 dalla divisione della Kinney National Company in due società distinte. La Warner Communications Inc ereditò tutti i business della precedente focalizzati sull'entertainment.
Nel campo cinematografico e dell'home video possedeva Warner Bros., Warner Bros. Television e Warner Home Video. Oltre che nella produzioni di film per cinema e televisione controllava Panavision, per la produzione di cineprese, Warner Cable, diventata poi una joint venture con American Express chiamata Warner Amex Satellite Communications, la quale era dedita al business della tv via cavo. Inoltre, aveva un'importante presenza sia nel campo musicale, attraverso Warner Bros. Records, Atlantic Records ed Elektra/Asylum/Nonesuch Records, che nell'editoria tramite Mad Magazine, DC Comics e Warner Books.
Possedeva inoltre Warner Publishing e Licensing Company of America, per curare i propri diritti negli Stati Uniti e altre compagnie per la distribuzione delle proprie opere negli altri paesi.
Si espanse anche in altri mercati come: lo sport (New York Cosmos, Pittsburgh Pirates); i giocattoli e i collezionabili (Hasbro Toys, Franklin Mint); la cosmesi (Warner Cosmetics); l'elettronica (Atari, Inc.). Queste società o partecipazioni vennero vendute e cedute durante la ristrutturazione societaria avvenuta a causa di una crisi nei primi anni 1980.
L'amministratore delegato, per tutta l'esistenza della società, fu Steven J. Ross. Questi organizzò la fusione con Time Inc., che il 10 gennaio 1990 diede vita al gruppo Time Warner.

## Storia
Il 10 febbraio del 1972 Frankel, presidente della Kinney Services Inc. annunciò il cambio di nome della società in Warner Communications Inc.. Questa si sarebbe concentrata sul business dell'intrattenimento con una particolare attenzione alla tv via cavo.
Nel 1976 Nolan Bushnell vendette Atari, Inc. alla Warner Communications per circa 28 milioni di dollari. All'inizio l'acquisto si rivelò fruttuoso: i profitti di Atari, quando raggiunse l'apice, rappresentarono un terzo di tutti i profitti della holding, e la resero la società americana con la maggior crescita annua. Durante questo periodo fu creata Ataritel, dedita allo sviluppo di apparati di telefonia innovativi.
Alla fine degli anni 1979 Warner Cable divenne una joint venture con American Express, chiamata Warner-Amex Satellite Entertainment, dopo la vendita a quest'ultima del 50% delle azioni per 175 milioni di dollari. La joint venture sfruttava la piattaforma a due vie QUBE e aprì canali di successo come Nickelodeon, MTV, e The Movie Channel.
Warner Communication durante questo periodo diversificò molto il proprio business, non solo entrando nel mercato dell'elettronica, ma acquistando partecipazioni anche in altri campi: comprò Franklin Mint Corporation, specializzata nella produzione di medaglie e collezionabili; attraverso la Warner Cosmetics, fondata nel 1976, produsse profumi per Ralph Lauren e Gloria Vanderbilt; al 1977, possedeva il 12% della Coca Cola Bottling Company of New York. Questa diversificazione, nelle intenzioni dell'amministratore delegato, serviva a rendere il bilancio meno dipendente dai risultati delle divisioni di musica e film.
Dopo aver trainato i bilanci della società, a causa delle perdite accumulate durante la crisi del 1983, la WCI decise di vendere Atari, Inc., nel 1984, a Jack Tramiel, fondatore della Commodore e a capo della Tramel Technology. Da queste due realtà sarebbe nata la Atari Corporation. L'accordo prevedeva la vendita del ramo dedicato alla produzione di computer per 240 milioni di dollari in cambiali finanziarie e l'opzione di acquisto del 32% della nuova società, mentre Tramiel avrebbe avuto un'opzione per l'acquisto di 1 milione di azioni Warner a 22 dollari l'una. Alla Warner sarebbe rimasta la divisione che produceva videogiochi, la Atari Games. L'anno successivo la dirigenza decise di ridurre l'impegno in quel settore, vendendo la maggioranza delle azioni della controllata alla Namco. Due anni dopo venne venduta anche Ataritel alla Mitsubishi.
A peggiorare i bilanci del gruppo contribuì anche Warner Music Group e le altre etichette del gruppo, le quali non raggiunsero gli obiettivi prefissati, in quanto gli album prodotti non ottennero successo, come nel caso di Eric Clapton, o gli artisti posposero l'uscita degli stessi, come Prince, creando un mancato guadagno. Tuttavia nel 1984, le vendite del gruppo subirono un'accelerata con album come Purple Rain di Prince e Like a Virgin di Madonna. Si decise inoltre, per contenere i costi, di ridurre il protfolio di artisti e il numero di album da produrre annualmente, in modo tale da gestirne meglio la promozione. Per cercare di rafforzare la propria posizione Warner propose un accordo di fusione alla PolyGram. Tuttavia, la fusione venne bloccata dall'Antitrust americano.
Nel dicembre 1983, a causa della crisi del gruppo, Murdoch comprò circa il 7% delle azioni di Warner Communications e annunciò una scalata ostile fino ad arrivare al 49,9%. Per evitare ciò, Warner siglò un accordo con Chris-Craft Industries, usandola come "cavaliere bianco": Warner avrebbe ottenuto oltre il 40% di BHS, sussidiaria di Chris-Craft nel settore televisivo, cedendo circa un quinto delle proprie azioni. Nonostante il ricorso di News International alla FCC, questa ne decretò la legittimità e l'accordo andò in porto. Nel marzo del 1984 Warner ricomprò la quota detenuta da News International per 180 milioni di dollari.
Nello stesso anno, MTV Network Inc. divenne una società pubblica, detenuta per due terzi dalla Warner Amex Satellite Entertainment. In questa società confluirono i canali MTV e Nickelodeon. L'anno successivo American Express espresse il volere di ritirarsi dalla joint venture con Warner Communications. Nel maggio 1985, Time Inc. and Tele-Communications Inc., i più grandi operatori di tv via cavo statunitensi, lanciarono un'offerta per acquistare la divisione. Le offerte si susseguirono fino a che, il 10 agosto Warner Communications annunciò l'acquisto della quota di società detenuta da Amex per 450 milioni di dollari, di fatto rifiutando l'offerta dei due operatori esterni. Alla fine del mese venne annunciato un accordo con Viacom per l'acquisto dell'intero business legato alle tv via cavo. I 667,5 milioni spedi da Viacom per l'acquisto della società Warner-Amex e per il 100% di MTV Network Inc., permettendo così a Warner Communications di non dover chiedere finanziamenti per pagare Amex e di guadagnare 300 milioni dalla vendita. Oltre ciò, Warner ottenne la possibilità di comprare il 10% di Viacom a circa 70$ ad azione. Il diritto era esercitabile per 5 anni.
Sempre nel 1985 venne venduta Panavision per 55 milioni di dollari ad una cordata di investitori. Per cercare di snellire l'azienda e rimetterne in sesto i bilanci vennero vendute anche Franklin Mint e Warner Cosmetics, a Cosmair Inc..
Nel 1983 la Warner aveva deciso di espandere i propri interessi al baseball, acquistando il 48% dei Pittsburgh Pirates per 10 milioni di dollari. La susseguente perdita di 6 milioni di dollari la costrinse a rivendere le sue quote nel novembre del 1984. Per evitare che la franchigia lasciasse la città, il sindaco insieme ad altri imprenditori decise di comprarla.  inoltre i New York Cosmos per i quali assunse Pelè. Tuttavia, a causa della crisi vendette parte della società ad un altro campione dei Cosmos, ovvero Giorgio Chinaglia, e ad altri investitori. L'accordo, siglato nel luglio del 1985, non prevedeva il pagamento per ottenere il controllo di circa il 60% del club, ma prevedeva l'iniezione di 1,5 milioni di dollari come capitale circolante.
Dopo aver razionalizzato i propri business, concentrandosi su film, musica editoria e tv via cavo e aver rinegoziato le proprie linee di credito, Warner ricominciò a consolidare la propria posizione tramite acquisizioni e fusioni.
Nel 1987, comprò Chappell Music, il cui business principale era la musica classica, per 250 milioni di dollari. Inoltre espanse la propria presenza in Europa attraverso l'acquisto di Teldec, tedesca, senza però acquistare anche la nuova tecnica di produzione dei cd sviluppata da questa, e Magnet Records, etichetta inglese.
Dopo otto mesi dall'annuncio, il 12 gennaio 1989 Warner Communications completò l'acquisizione di Lorimar-Telepictures, attiva soprattutto nella produzione di contenuti per il piccolo schermo. L'accordo si concluse solo dopo che Lorimar vendette tutte le proprie stazioni televisive, poiché Chris-Craft Industries, che era il maggior azionista di Warner, aveva posto questa condizione per appoggiare la fusione.

### La fusione con Time Inc.
La fusione con Time Inc. fu annunciata il 4 marzo 1989. La fusione non avrebbe comportato nessun esborso di denaro, ma solo scambio di azioni, che avrebbe reso gli azionisti di Warner di fatto proprietari di Times. Partendo da questo, durante l'estate dello stesso anno, Paramount Communications Inc. (precedentemente Gulf+Western) lanciò una offerta ostile di 10,7 miliardi di dollari per acquisire Time Inc., sostenendo che l'offerta non sarebbe potuta esser rifiutata, in quanto più vantaggiosa per gli azionisti di Time Inc.. Incominciò uno scontro sia sul piano economico, con Time Inc. obbligata ad acquistare per Warner, che legale che si concluse con la sentenza del tribunale del Delaware che sostenne che il Consiglio di Amministrazione dirigeva la società e che, pertanto, poteva andare contro il parere degli azionisti, poiché invece di un guadagno immediato, stava giocando di strategia. L'operazione di acquisizione venne completata nel gennaio 1990 con la nascita della nuova società: Time Warner.